# وادي الست
وادي الست هي إحدى القرى اللبنانية من قرى قضاء الشوف في محافظة جبل لبنان.